# Áramvonal

Áramvonalak egy szárnyprofil körül

Az áramvonal a folyadékok és gázok mechanikájában olyan görbe,  amelyet egy adott pillanatban a folyadékrészecskék sebességvektora minden pontjában érint.
Az áramvonalak jól használhatók az áramlás szemléltetésére. 
A köznapi nyelvben elterjedt áramvonalas kifejezésen azt értik, hogy egy tárgy áramlástani szempontból kedvező kialakítású, kicsi a közegellenállása. Természetesen a "nem áramvonalas" tárgyak körül áramló közegnek is vannak áramvonalai, csak azok nem olyan sima lefolyásúak.

## Az áramvonalak tulajdonságai

Áramvonalak és áramcső

Áramvonalak, és egy instacionárius áramlás esetén

Az egyes áramvonalak nem metszik egymást és összenyomhatatlan közegben törésmentesek. A közeg egyes részecskéinek az áramlás folyamán befutott útját pályagörbének nevezik. Nyomvonal az a görbe, melyen a tér valamely pontján áthaladt folyadékrészek egy későbbi pillanatban sorakoznak. Stacionárius az áramlás, ha az áramlás időben nem változik, az áramvonalak, a nyomvonalak és a pályagörbék egybeesnek. Ezt a tulajdonságot használják ki az áramvonalak kísérleti szemléltetésére. 
Az áramvonalak a nagyobb sebességű részeken sűrűbben helyezkednek el. Az áramlásba helyezett test egyetlen pontján az áramvonal megszakad, itt a közeg sebessége nulla értéket vesz fel, ezt a pontot torlópontnak hívják. Az áramvonalak alakja különböző koordináta rendszerekben eltérő, így például a repülőgéppel együtt utazó utas más áramvonalakat észlelhet, mint egy földön álló megfigyelő.

## Az áramvonalak megjelenítése
Szélcsatornába helyezett test körüli áramképet síkbeli áramlás esetén vékony füstcsíkokkal, újabban vízgőz köddel teszik láthatóvá. Áramló folyadék felszínének áramképét úgy lehet szemléltetni, hogy fényt jól visszaverő részecskéket, például alumínium port szórnak rá, majd lefényképezik. Ha megfelelő exponálási időt választottak, a porszemecskék képe a felvételen kis vonalakból áll, melyek iránya a sebesség irányával egyezik, hosszuk pedig a pont sebességével arányos. A fénykép alapján megszerkeszthetők az áramvonalak. Ezek a szélcsatorna vizsgálatok jó segítséget adnak annak tanulmányozására, hogy az adott tárgy alakja hogy befolyásolja a közegellenállást és a felhajtóerőt, mikor szűnik meg a lamináris áramlás, mikor kezd turbulenssé válni, mikor kezd az áramlás leválni egy szárnyprofilról.
Az áramvonalak természetesen háromdimenziós áramlás esetén is léteznek, ám ezek szemléletes megjelenítése nehézkes. Ha az áramlásra merőleges felületen egy zárt görbét jelölnek ki, annak pontjaihoz szerkesztett áramvonalak egy általában változó keresztmetszetű képzeletbeli csövet írnak le, ennek neve áramcső. Az áramcsőbe, illetve abból kifelé csak a véglapokon van áramlás. Szokás az elemi keresztmetszetű áramcsövet áramfonalnak is hívni.